# Spolète
Spolète (en italien Spoleto) est une ville d'environ 40 000 habitants située dans la province de Pérouse, en Ombrie, dans le centre de l'Italie.

## Géographie
Spolète est située à l’extrémité méridionale du Valle Umbra, une vaste plaine alluviale, elle-même générée par la présence préhistorique d'un vaste lac, Umber. Le lac a été asséché durant l'ère médiévale pour obtenir des terres fertiles, propices à l'agriculture.
À proximité de la ville, le Monteluco, qui culmine à 827 m, était recouvert d'un bois sacré dédié à Jupiter. A l'est de la ville, des montagnes bordent la Valnerina.

## Climat
Le climat à Spolète est de type subcontinental, avec des excursions de températures quotidiennes, surtout durant la période estivale. Entre le centre-ville et la périphérie, il existe une variation des températures en raison de différence de niveau au-dessus de la mer et du contexte topographique (centre-ville entouré de montagnes, périphérie dans un contexte vallonné). Durant l'hiver, les températures moyennes se situent autour de zéro (voire plus basses durant la nuit). Les gelées sont assez fréquentes. En décembre, janvier et février, on compte en moyenne 13/15 jours de gel par mois tandis que les jours de glace sont assez rares.

## Origine du nom
La toponymie Spolète dérive de la conjonction des deux mots grecs Spao et Lithos, qui signifient pierre taillée. Une théorie (jamais démontrée) aurait soutenu que la colline sur laquelle la ville se trouve est le reste d'un glissement de terrain détaché du Monteluco.

## Histoire
Au VIe siècle, Éleuthère de Spolète crée un monastère bénédictin, le monastère Saint-Marc, en dehors des murs de la ville, dont il devient l'abbé.
Ayant envahi l'Italie du Nord (568), certaines bandes lombardes dirigées par Faroald décident d'aller plus au sud et choisissent Spolète comme capitale (vers 570) d'un des plus grands duchés, l'influence politique de la cité s'étendant sur un vaste territoire de l'Italie du centre et du sud, jusqu'au duché de Bénévent. Comme ce dernier, le duché de Spolète est semi-indépendant par rapport aux rois lombards qui siègent principalement à Pavie. À deux reprises, le roi Liutprand (712/744) doit soumettre le duc rebelle Transamond II de Spolète. À la chute des Lombards vaincus par Charlemagne (774), le duché revient aux Francs. Quand l'empire carolingien est démembré en 842, les ducs de Spolète Guy III et son fils Lambert se lancent à la conquête de la couronne impériale (889).
En 1155, Spolète est mise à sac par l'armée de l'empereur Frédéric Barberousse ; sa cathédrale, détruite, est rebâtie entre 1175 et 1227. 
En 1205, François d'Assise, alors jeune laïc tenté par la chevalerie, en route pour s'enrôler dans l'armée de Gautier III de Brienne, y aurait reçu une vision qui le convainc de retourner à Assise et décide de sa vocation religieuse.
Spolète est le siège d'une importante communauté juive, expulsée en 1441 mais qui se reconstitue par la suite. En 1493, le pape Alexandre VI fait restituer à sa famille une fillette juive, Chiarastella, que les sœurs augustines de San Matteo avaient enlevée et voulaient baptiser de force alors qu'elle n'avait pas atteint sa majorité, ce qui rendait sa conversion invalide. David de Pomis (v. 1525-1594), médecin et grammairien juif, est originaire de Spolète.
De 1809 à 1814, Spolète est le chef-lieu du département du Trasimène, annexé à l'Empire français. En avril 1812, le préfet Antoine-Marie Roederer fait réquisitionner 70 adolescents de la noblesse locale pour les envoyer à l'école militaire française, malgré les protestations des familles. 
En 1827, Giovanni Maria Mastai Ferretti est nommé archevêque de Spolète. En 1831, il donne asile aux insurgés compromis dans l'insurrection de Romagne, dont le jeune Louis-Napoléon Bonaparte, futur empereur des Français, et demande au pape leur grâce. L'année suivante, il secourt les victimes d'un séisme dans son diocèse. Il est transféré au diocèse d'Imola en 1832 avant d'être élu pape sous le nom de Pie IX en 1846.

## Culture

### Monuments et lieux
- Cathédrale de Spolète
- Rocca Albornoziana
- Basilique Sainte-Eufemia
- Ponte delle torri
- Théâtre romain
- Église Saint Grégoire Majeur
- Basilique San Salvatore
- Église Saint-Ansan
- Arc de Drusus
- Porte Fuga
- Piazza del Mercato
- Église San Pietro

### Musées
- 30 musées, pinacothèques, centres d'expositions.
  - Museo Nazionale del Ducato di Spoleto.
  - Musée archéologique national de Spolète
- À Montefalco, à une quinzaine de kilomètres, Musée S. Francesco, abritant les éléments décoratifs de l'ancienne église San Francesco, cycle pictural de Benozzo Gozzoli.

### Événements
- Festival des Deux Mondes.

### Fêtes et manifestations
- Spolète vénère la Sainte-Abondance.

### Sport
La ville dispose de plusieurs installations sportives, parmi lesquelles le Stade communal de Spolète, qui accueille la principale équipe de football de la ville, l'Associazione Dilettantistica Voluntas Calcio Spoleto.

## Administration
| Période                                  | Période      | Identité          | Étiquette       | Qualité |
| ---------------------------------------- | ------------ | ----------------- | --------------- | ------- |
| 13 juin 2004                             | 23 juin 2009 | Massimo Brunini   |                 |         |
| 23 juin 2009                             | En cours     | Daniele Benedetti | Centro-sinistra |         |
| Les données manquantes sont à compléter. |              |                   |                 |         |

### Hameaux
Acquaiola, Acquacastagna, Ancaiano, Azzano, Bazzano Inferiore, Bazzano Superiore, Beroide, Camporoppolo, Cerqueto, Cese, Collerisana, Cortaccione, Crocemaroggia, Eggi, Fogliano, Forca di Cerro, Madonna di Baiano, Messenano, Montebiblico, Monteluco, Monte Martano, Morgnano, Morro, Ocenelli, Perchia, Petrognano, Pompagnano, Pontebari, Poreta, Protte, Rubbiano, San Brizio, San Giacomo, San Giovanni di Baiano, San Martino in Trignano, San Nicolò, San Silvestro, Santa Croce, Sant'Anastasio, Sant'Angelo in Mercole, San Venanzo, Silvignano, Somma, Strettura, Terraia, Terzo la Pieve, Terzo San Severo, Uncinano, Valdarena, Valle San Martino, Vallocchia.

### Communes limitrophes
Acquasparta (TR), Campello sul Clitunno, Castel Ritaldi, Ferentillo (TR), Giano dell'Umbria, Massa Martana, Montefranco (TR), Sant'Anatolia di Narco, Scheggino, Terni (TR), Trevi, Vallo di Nera.

### Évolution démographique
Habitants recensés

## Économie
Après l'unification italienne, qui a fait de Pérouse la capitale de l'Ombrie, la ville de Spolète a progressivement perdu sa fonction de centre administratif. Les répercussions économiques ont été en partie compensées avec la construction d'usines, l'activation des mines de lignite dans le hameau de Morgrano, la construction de la Cotton Mill (en 1907) et d'une industrie chimiques pour traitement du phosphore.
À la fin du XIXe siècle, quelques enseignes de crédit (Banco Laurenti, etc.) étaient actifs. Un effondrement économique a provoqué leur faillite et privé la ville du service bancaire. Guilio Cesari, professeur de droit et d'économie, a proposé la création d'une banque municipale dont il est devenu le premier directeur. Elle a été créée en avril 1985 sous le nom de Banca Popolare Società Cooperativa.

## Personnalités

### Personnalités nées à Spolète
- Saint Céneri (620-669) y serait né.
- Jean Merlini (1795-1873) troisième modérateur des missionnaires du Précieux-Sang reconnu vénérable par l'Église catholique.
- Gian Carlo Menotti (1911-2007), compositeur et librettiste américain d’origine italienne, créateur du Festival des Deux Mondes.
- Domenico Martinelli de Spolète (né vers 1632 à Vallo di Nera près de Spolète), publie le Traité des horloges élémentaires à Venise, en 1669 (traduit dans : Ozanam Récréations mathématiques, 1694)[12].
- Maestro delle Palazze, maître anonyme ombrien.

## Galerie

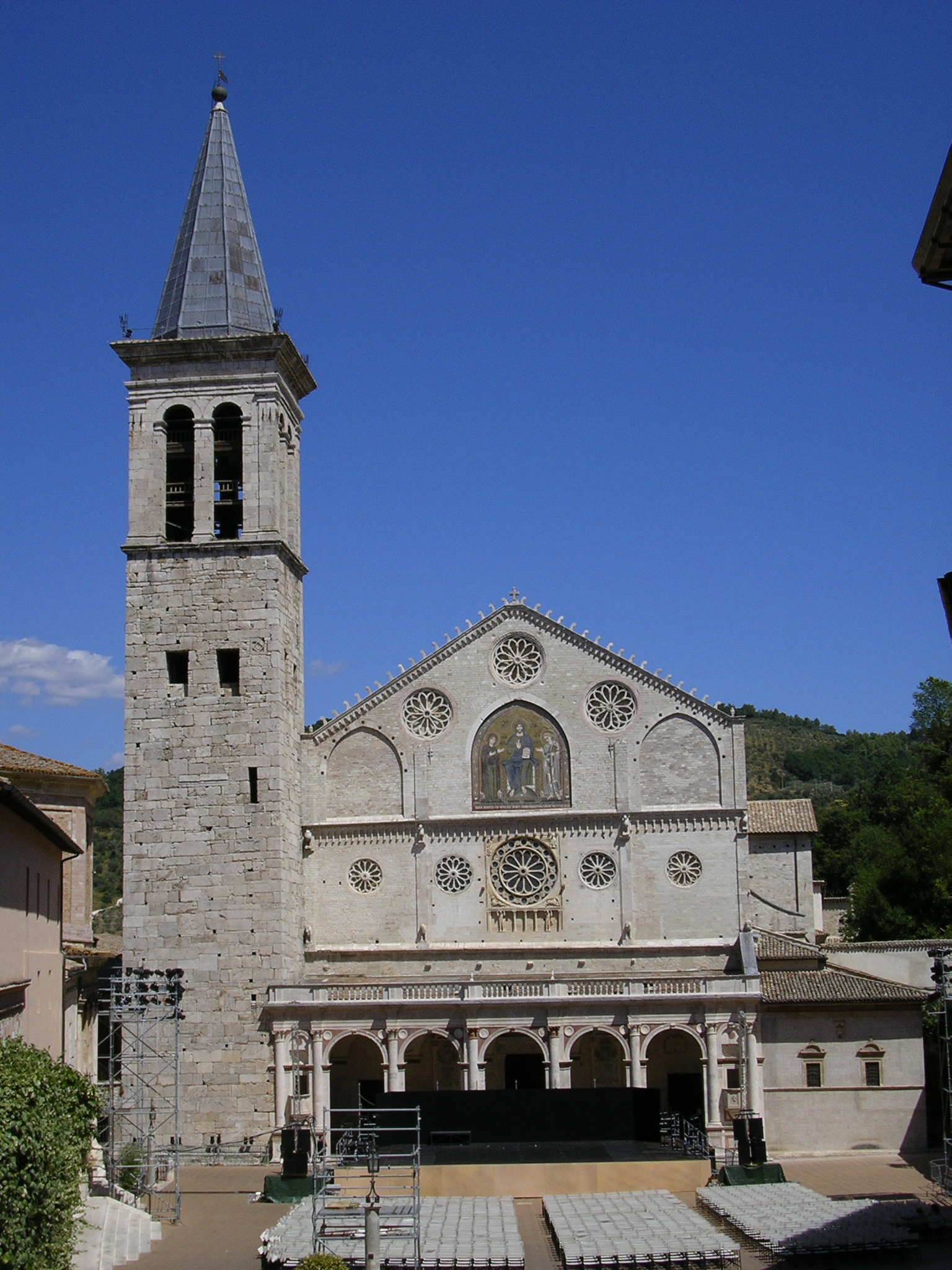
Duomo de Santa Maria Assunta.
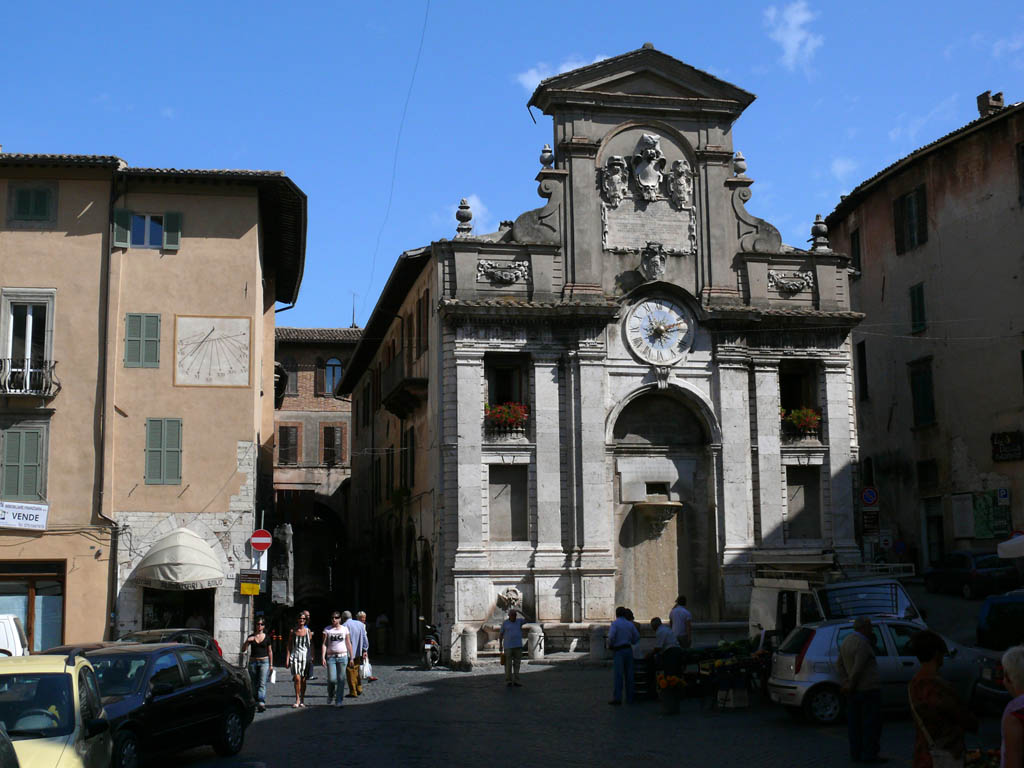
Piazza del Mercato.
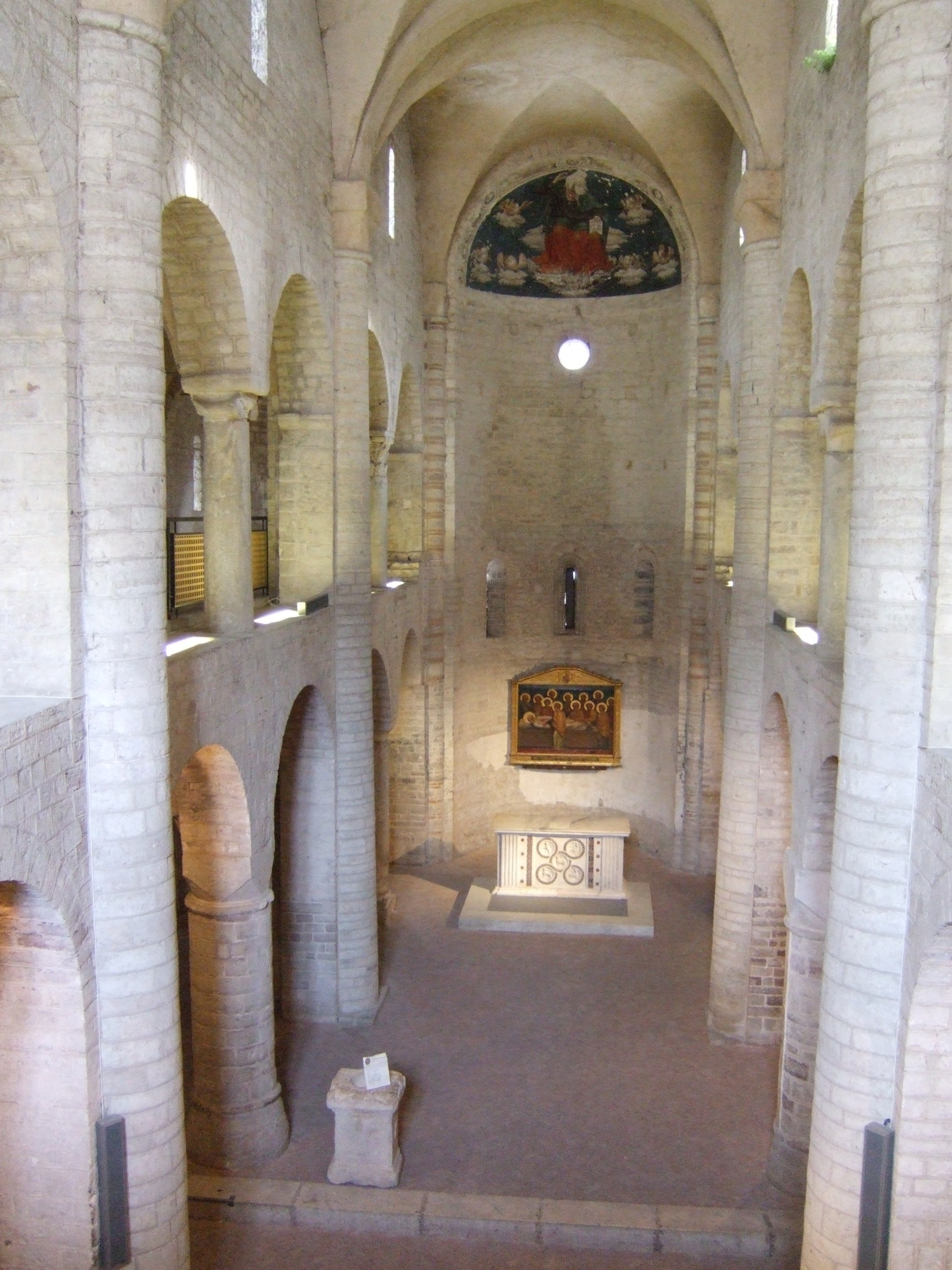
Église de Sant'Eufemia.
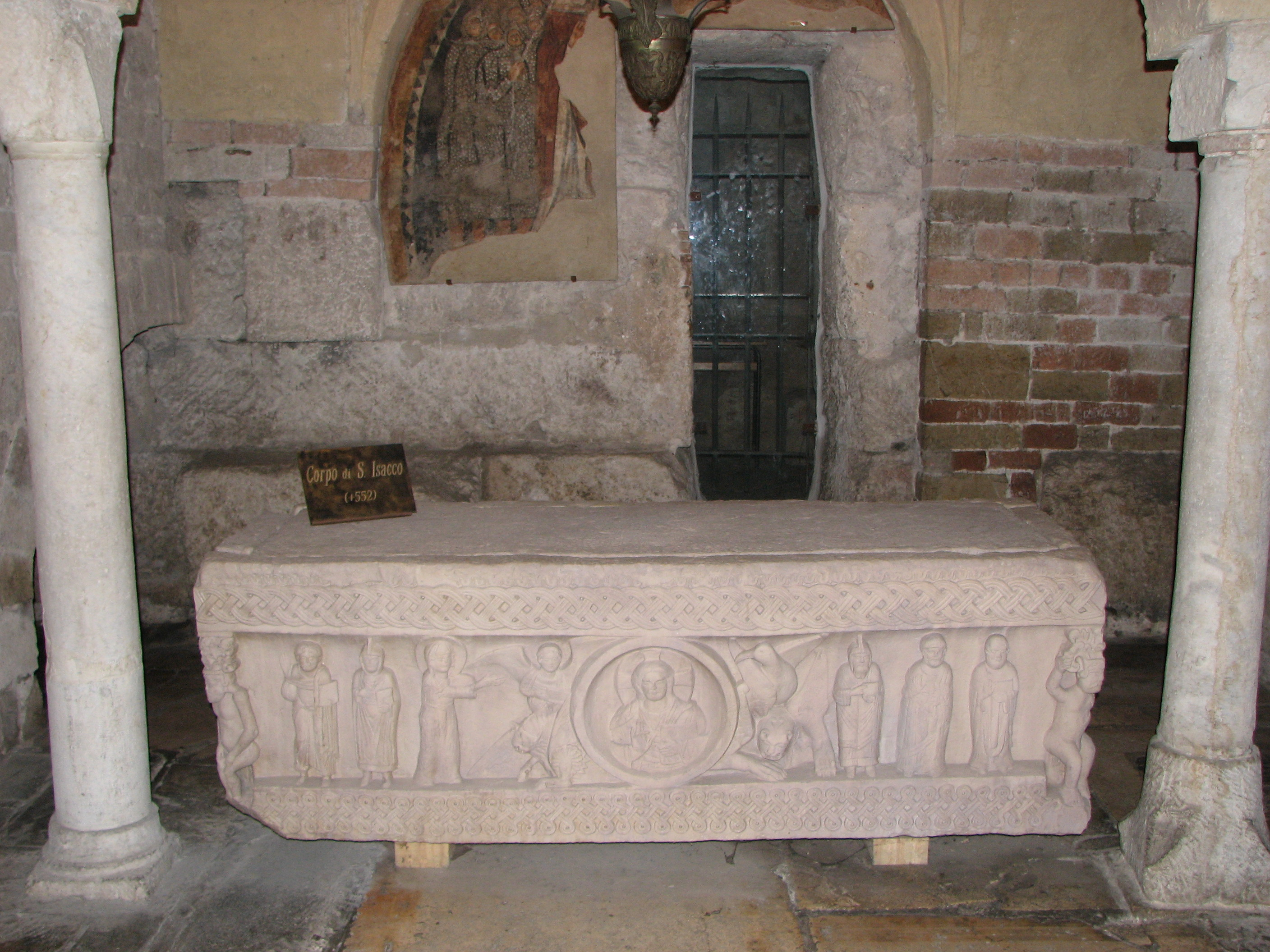
Sarcophage de Sant'Isacco.
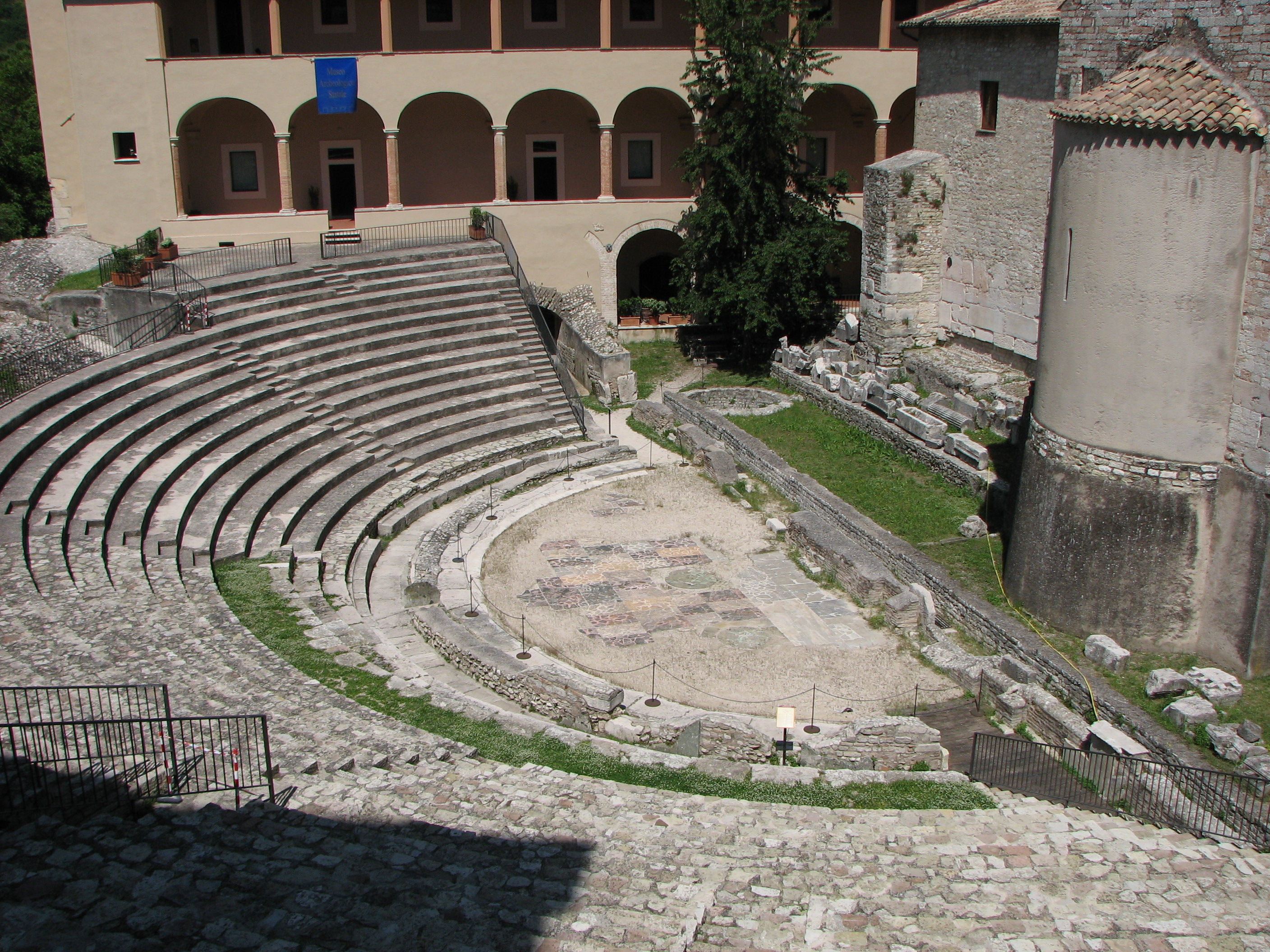
Théâtre romain.
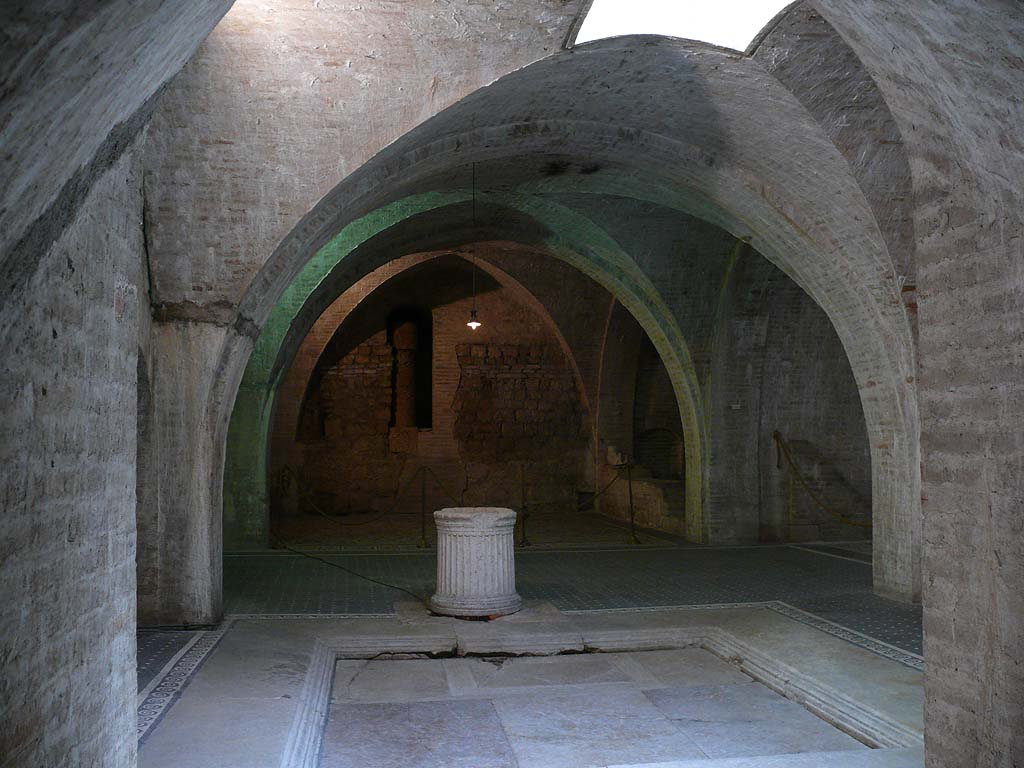
Maison romaine, atrium.
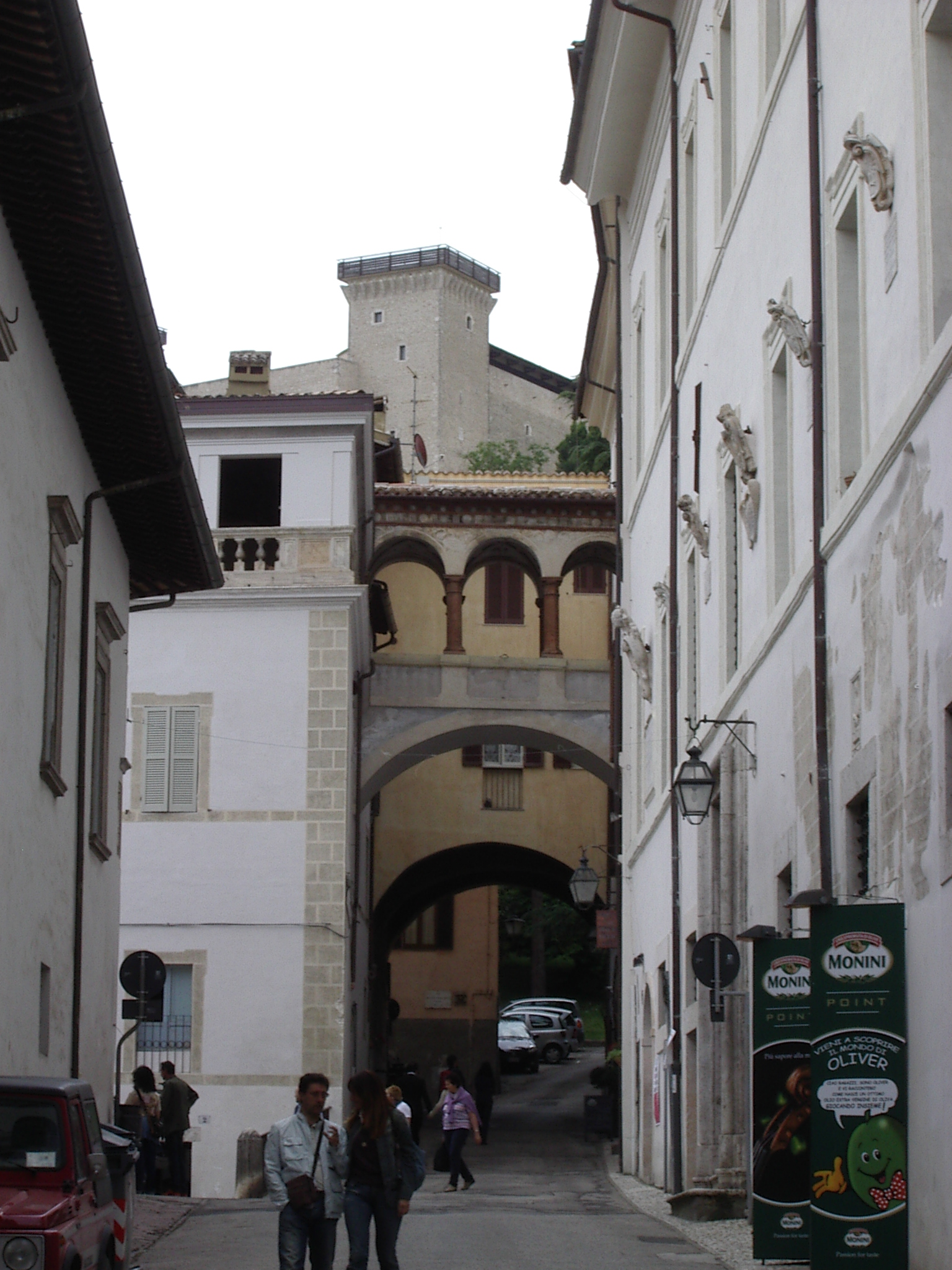
Arcades.
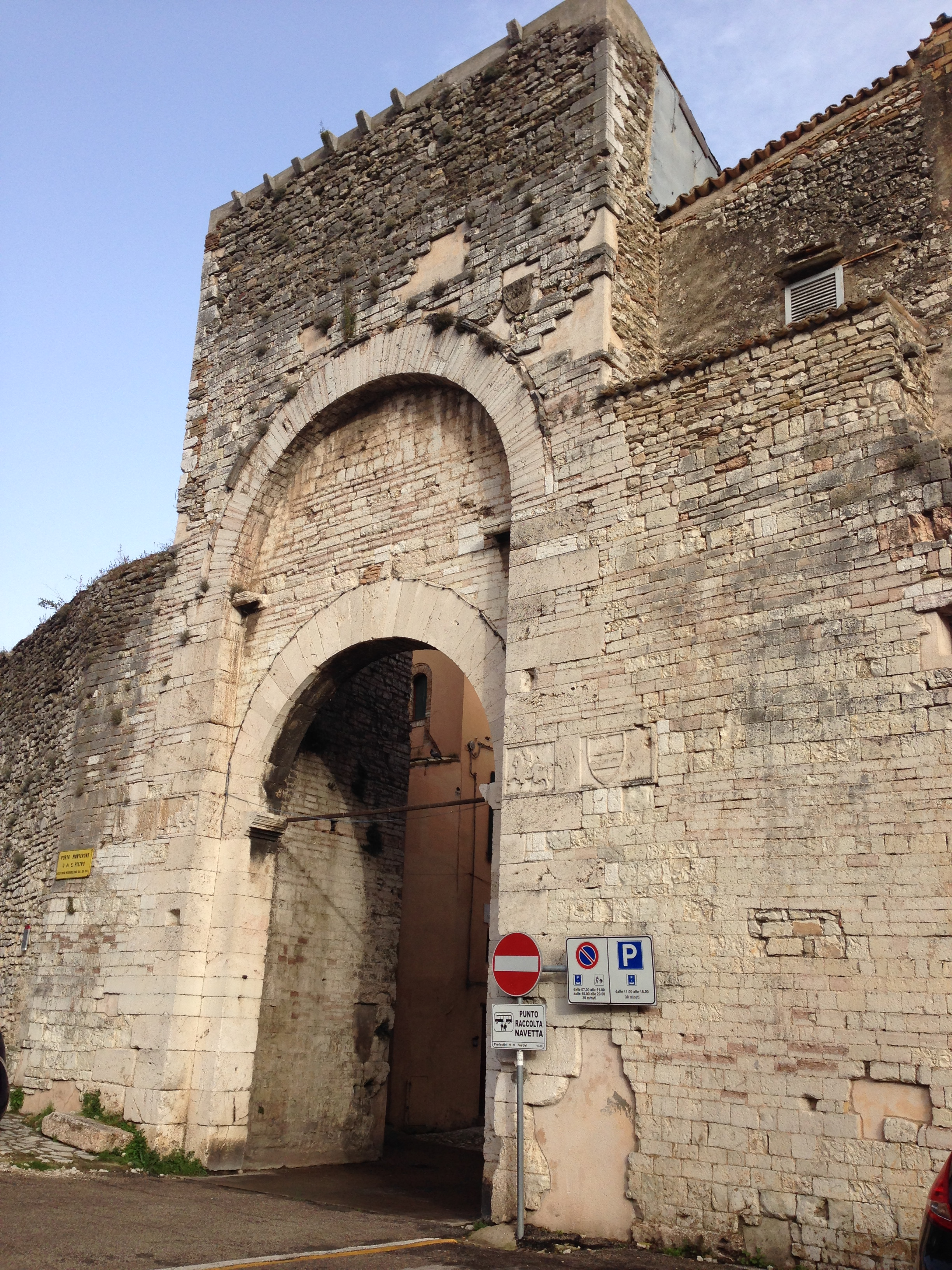
Porte Monterone.
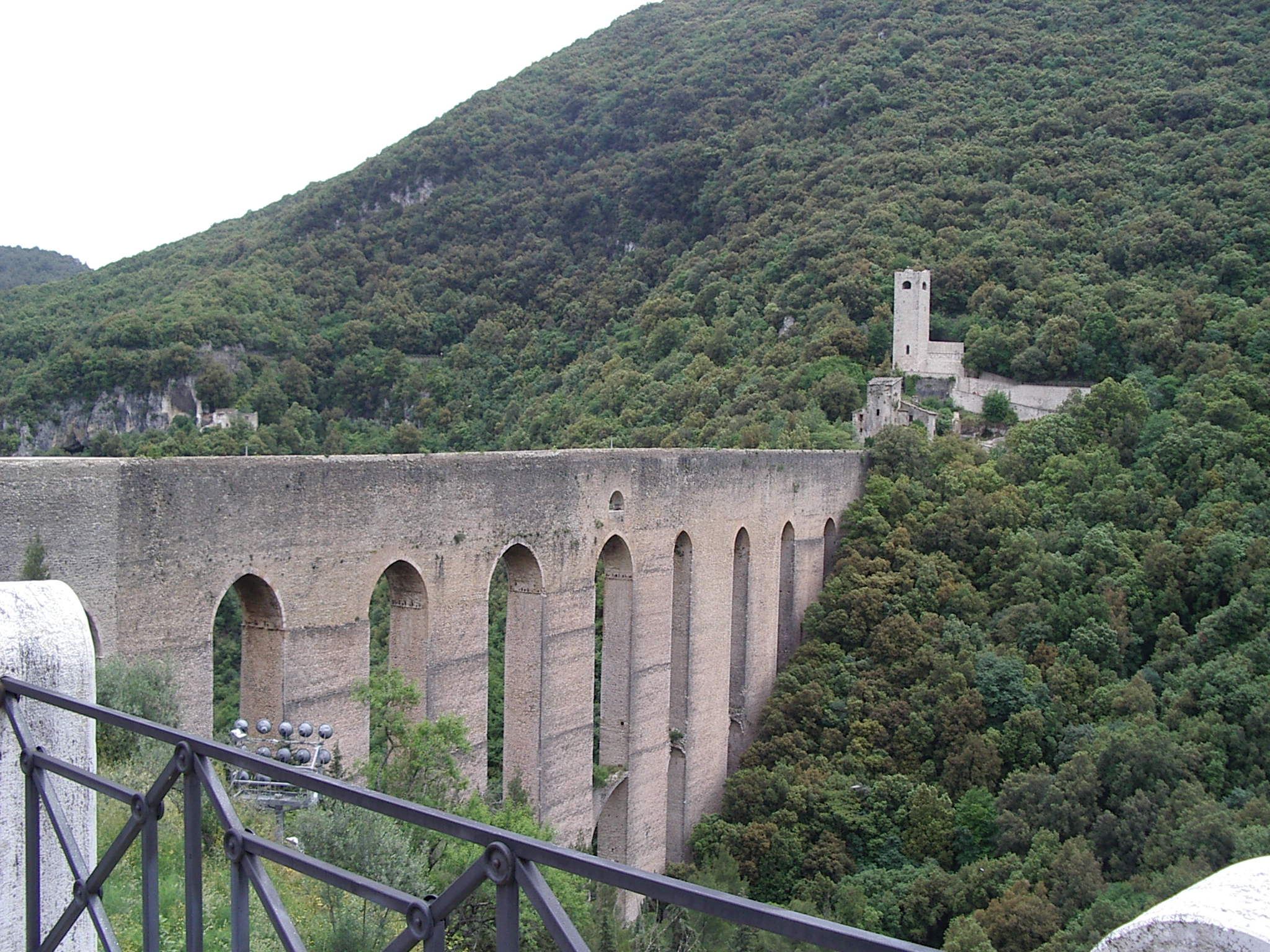
Ponte delle Torri.
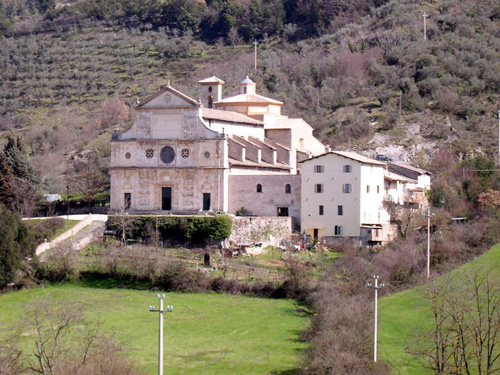
San Pietro.
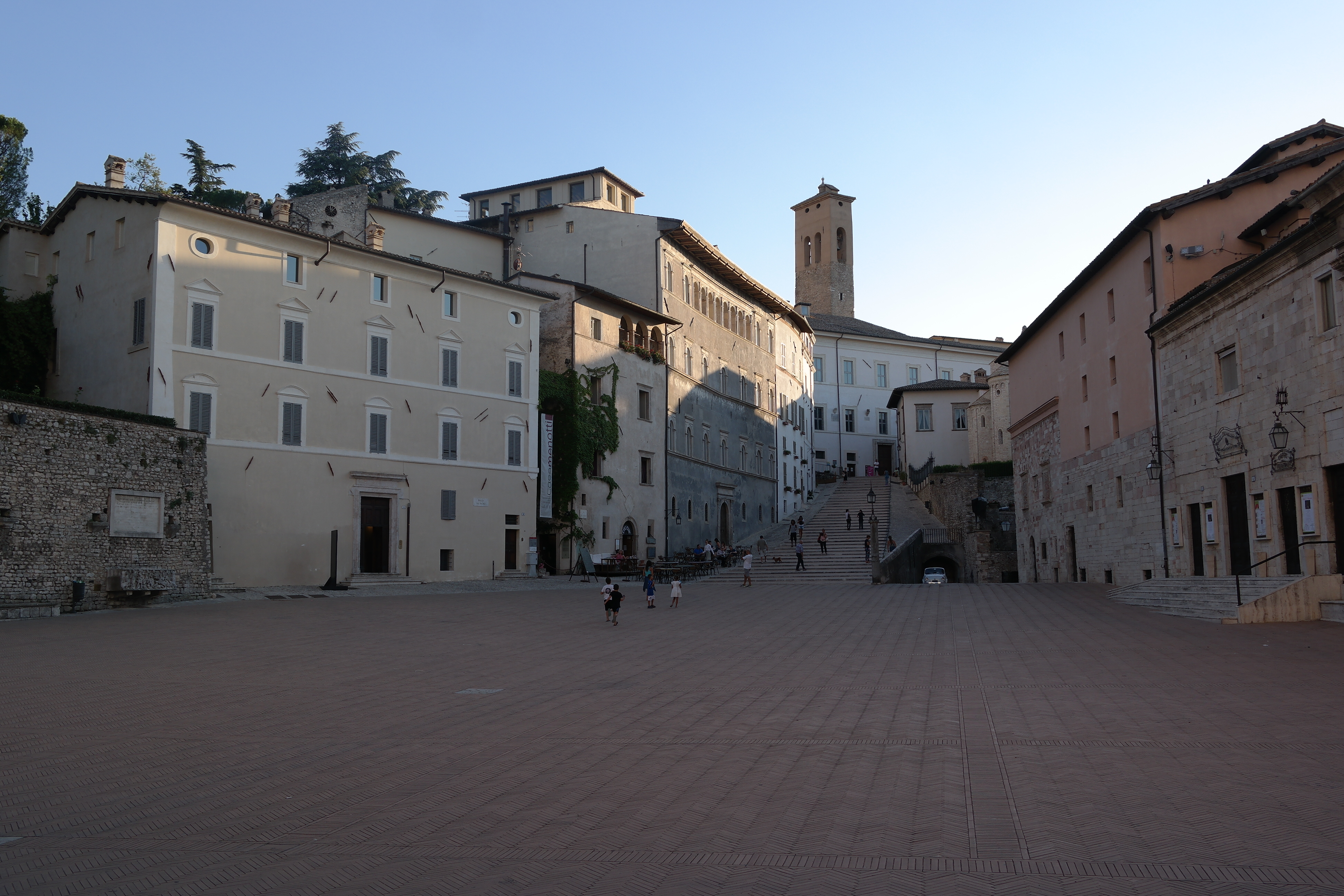
Piazza del Duomo.
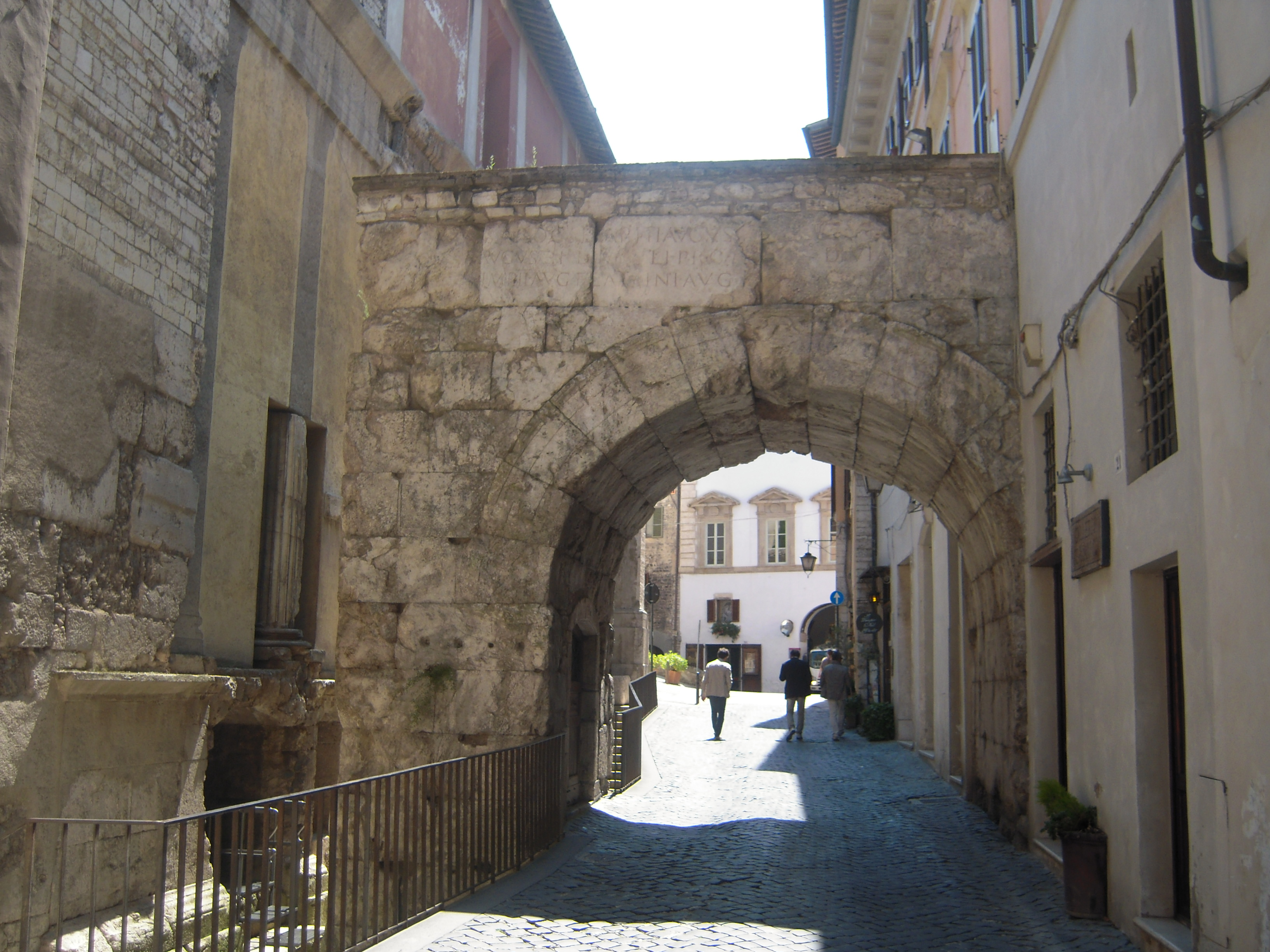
Arc de Drusus.

## Jumelages
- Charleston (États-Unis) (Caroline du Sud)
- Schwetzingen (Allemagne)
- Orange (France)
- Cetinje (Monténégro)